# مالكوم الثالث
مالكوم الثالث، أو مالكوم بن دنكان (بالغالية: Máel Coluim mac Donnchada؛ ولد 26 مارس 1031 – توفي 13 نوفمبر 1093) هو ملك اسكتلندا بين عامي 1058 و1093. وقد أطلق عليه في الأزمنة التالية لقب كانمور (بالإنجليزية Canmore، من الغالية ceann mòr وتعني الزعيم العظيم). دام عهد مالكوم 35 عامًا وسبق بداية العصر النورماندي في بريطانيا. صاهره هنري الأول ملك إنجلترا ويوستاس الثالث من بولوني، ما جعله جد الإمبراطورة ماتيلدا ووليام أديلين وماتيلدا من بولوني (زوجة الملك الإنجليزي ستيفن) من أمهم. وكان الثلاثة شخصيات بارزة في السياسة الإنجليزية خلال القرن الثاني عشر.
لم يمتد ملك مالكوم على كامل أراضي اسكتلندا الحديثة، فقد بقي شمال وغرب اسكتلندا تحت الحكم الإسكندنافي بعد غزوات الفايكينغ. خاض مالكوم الثالث سلسلة من الحروب ضد مملكة إنجلترا، والتي ربما كان هدفها غزو إيرلية نورثمبريا في الشمال. لم تسفر هذه الحروب عن أي تقدم كبير في الجنوب. كان إنجازه الأساسي هو بقاء نسبه في عرش اسكتلندا لسنوات عديدة، رغم أن دوره كمؤسس للسلالة الحاكمة تم تضخيمه بدعاية ابنه الأصغر دافيد الأول ونسله.
زوجاته الملكة إنجبيورج، والملكة مارغريت من ويسيكس. تعد زوجة مالكولم الثانية، مارغريت، هي القديسة الملكية الوحيدة في اسكتلندا. لم يكن معروفا عن مالكوم نفسه أنه كان تقيا، إذ لا يرتبط اسمه بالمؤسسات الدينية الكبرى أو الإصلاحات الكنسية باستثناء دير دنفرملاين في فايف.
ظهر مالكوم في مسرحية مكبث بقلم ويليام شيكسبير، حيث كان ابن الملك دنكان ووريثه. أصبح مالكوم مشتبها فيه بعد مقتل أبيه وهرب إلى إنجلترا. ثم عاد لاحقا إلى استكلندا ليحارب ماكبث ويسترد عرشه.